# Chthonius poseidonis
Chthonius poseidonis es una especie de arácnido  del orden Pseudoscorpionida de la familia Chthoniidae.

## Distribución geográfica
Se encuentra en Cerdeña (Italia).